# 上天草市立湯島中学校
上天草市立湯島中学校（かみあまくさしりつ ゆしまちゅうがっこう）は、熊本県上天草市大矢野町湯島にある公立中学校。

## 沿革
- 1947年4月1日 - 湯島村立湯島中学校創立
- 1954年 - 大矢野町立湯島中学校と改称
- 2004年 - 上天草市立湯島中学校と改称

## 歴代校長
- - 初代校長
- - 現校長